# 层间核
層間核（英語： intralaminar thalamic nuclei，縮寫ITN） 是視丘內髓層中神經元的集合，一般分為兩個部分：
- anterior (rostral) group
  - 中央內側核（英语：central medial nucleus）
  - 中央旁核（英语：paracentral nucleus）
  - 中央外側核（英语：central lateral nucleus）
- posterior (caudal) intralaminar group
  - 中央正中核（英语：centromedian nucleus）
  - 束旁核（英语：parafascicular nucleus）

視丘層間核的退化可能與進行性上眼神經核麻痺症及帕金森氏症有關。此外，視丘旁正中動脈梗塞可能導致多種特徵，如定向障礙、精神錯亂、嗜睡、深度昏迷或運動不能性緘默症。 層間核在腦外傷中也受到顯著影響， 一項針對閉合性頭部損傷患者的屍檢研究表明，這些神經核的參與與不同程度的殘疾有相關性。

## 外部連結
- Diagram at University of Florida